# Daltonia aristifolia
Daltonia aristifolia är en bladmossart som beskrevs av Ferdinand François Gabriel Renauld och Jules Cardot 1896. Daltonia aristifolia ingår i släktet Daltonia och familjen Daltoniaceae. Inga underarter finns listade i Catalogue of Life.